# Козыбаев, Торсогат
Торсогат Козыбаев, другой вариант имени — Торсагат (каз. Төрсағат Қозыбаев; 1878 год — 1957 год) — старший чабан колхоза «Коминтерн» Маркакольского района Восточно-Казахстанской области, Казахская ССР. Герой Социалистического Труда (1948).
Родился в 1878 году (по другим данным — 1885 году) в бедной крестьянской семье на территории современного Курчумского района. С 1897 года трудился чабаном. В конце 1920-х годов вступил в колхоз «Коминтерн» Маркакольского района. Позднее был назначен старшим чабаном.
В 1947 году бригада Торсогата Козыбаева вырастила 499 ягнят от 402 овцематок, что составило в среднем по 124 ягнёнка на каждую сотню овцематок. Средний вес ягнёнка к отбивке составил 40 килограмм. За получение высокой продуктивности животноводства в 1947 году при выполнении колхозом обязательных поставок сельскохозяйственных продуктов и плана развития животноводства удостоен звания Героя Социалистического Труда указом Президиума Верховного Совета СССР от 23 июля 1948 года с вручением ордена Ленина и золотой медали «Серп и Молот».
В 1948 году бригада Торсогата Козыбаева заняла первое место по району в социалистическом соревновании, вырастив 538 ягнят от 415 овцематок, за что был награждён вторым орденом Ленина.
Скончался в 1957 году.